# Юнус Емре Башар
Юнус Емре Башар(5 листопада 1995 , Сакар'я ) — турецький борець греко-римського стилю, призер чемпіонатів світу та Європи.

## Спортивні результати на міжнародних змаганнях

### Виступи на Чемпіонатах світу
| Змагання                        | Збірна    | Вагова категорія                 | Місце  |
| ------------------------------- | --------- | -------------------------------- | ------ |
| Чемпіонат світу з боротьби 2021 | Туреччина | греко-римська боротьба, до 77 кг | 22     |
| Чемпіонат світу з боротьби 2022 | Туреччина | греко-римська боротьба, до 77 кг | Бронза |

### Виступи на Чемпіонатах Європи
| Змагання                         | Збірна    | Вагова категорія                 | Місце  |
| -------------------------------- | --------- | -------------------------------- | ------ |
| Чемпіонат Європи з боротьби 2020 | Туреччина | греко-римська боротьба, до 77 кг | 13     |
| Чемпіонат Європи з боротьби 2021 | Туреччина | греко-римська боротьба, до 77 кг | Срібло |
| Чемпіонат Європи з боротьби 2022 | Туреччина | греко-римська боротьба, до 77 кг | Срібло |
| Чемпіонат Європи з боротьби 2023 | Туреччина | греко-римська боротьба, до 77 кг | Бронза |

### Виступи на Європейських іграх
| Змагання              | Збірна    | Вагова категорія                 | Місце |
| --------------------- | --------- | -------------------------------- | ----- |
| Європейські ігри 2019 | Туреччина | греко-римська боротьба, до 77 кг | 5     |

### Виступи на Кубках світу
| Змагання                    | Збірна    | Вагова категорія                 | Місце  |
| --------------------------- | --------- | -------------------------------- | ------ |
| Кубок світу з боротьби 2016 | Туреччина | греко-римська боротьба, до 75 кг | Бронза |
| Кубок світу з боротьби 2022 | Туреччина | команда                          | 4      |

### Виступи на інших змаганнях
| Змагання                                 | Збірна    | Вагова категорія                 | Місце  |
| ---------------------------------------- | --------- | -------------------------------- | ------ |
| Турнір Вехбі Емре 2013                   | Туреччина | греко-римська боротьба, до 74 кг | 9      |
| Турнір Дана Колова — Николи Петрова 2013 | Туреччина | греко-римська боротьба, до 74 кг | 7      |
| Кубок Єдегара Імама 2014                 | Туреччина | греко-римська боротьба, до 71 кг | 10     |
| Турнір Вехбі Емре 2014                   | Туреччина | греко-римська боротьба, до 71 кг | 12     |
| Гран-прі Німеччини з боротьби 2014       | Туреччина | греко-римська боротьба, до 71 кг | Срібло |
| Турнір Вехбі Емре і Гаміта Каплана 2015  | Туреччина | греко-римська боротьба, до 75 кг | 13     |
| Кубок Алроси 2015                        | Туреччина | греко-римська боротьба, до 71 кг | 5      |
| Турнір Вехбі Емре і Гаміта Каплана 2016  | Туреччина | греко-римська боротьба, до 71 кг | Золото |
| Гран-прі Німеччини з боротьби 2016       | Туреччина | греко-римська боротьба, до 75 кг | 5      |
| Кубок Тахті 2017                         | Туреччина | команда                          | 4      |
| Турнір Вехбі Емре і Гаміта Каплана 2017  | Туреччина | греко-римська боротьба, до 75 кг | 12     |
| Турнір Дана Колова — Николи Петрова 2017 | Туреччина | греко-римська боротьба, до 75 кг | Бронза |
| Гран-прі Загребу з боротьби 2018         | Туреччина | греко-римська боротьба, до 77 кг | 8      |
| Турнір Дана Колова — Николи Петрова 2018 | Туреччина | греко-римська боротьба, до 77 кг | Бронза |
| Середземноморські ігри 2018              | Туреччина | греко-римська боротьба, до 77 кг | Золото |
| Турнір Вехбі Емре і Гаміта Каплана 2018  | Туреччина | греко-римська боротьба, до 77 кг | 5      |
| Клубний чемпіонат світу з боротьби 2018  | Туреччина | команда                          | 4      |
| Турнір Вехбі Емре і Гаміта Каплана 2019  | Туреччина | греко-римська боротьба, до 77 кг | Бронза |
| Гран-прі Загребу з боротьби 2019         | Туреччина | греко-римська боротьба, до 77 кг | Срібло |
| Кубок Алроси 2019                        | Туреччина | греко-римська боротьба, до 77 кг | Бронза |
| Міжнародний турнір Маттео Пелліцоне 2020 | Туреччина | греко-римська боротьба, до 77 кг | Срібло |
| Відкритий турнір Загребу з боротьби 2020 | Туреччина | греко-римська боротьба, до 77 кг | 9      |
| Гран-прі Франції Анрі Деглана 2021       | Туреччина | греко-римська боротьба, до 77 кг | Срібло |
| Міжнародний турнір Маттео Пелліцоне 2021 | Туреччина | греко-римська боротьба, до 77 кг | Срібло |
| Кубок Владислава Пітласинські 2021       | Туреччина | греко-римська боротьба, до 77 кг | Золото |
| Відкритий турнір Загребу з боротьби 2022 | Туреччина | греко-римська боротьба, до 77 кг | 7      |
| Турнір Вехбі Емре і Гаміта Каплана 2022  | Туреччина | греко-римська боротьба, до 77 кг | Золото |
| Кубок Болата Турлиханова 2022            | Туреччина | греко-римська боротьба, до 77 кг | Бронза |
| Турнір Ібрагіма Мустафи 2023             | Туреччина | греко-римська боротьба, до 77 кг | Бронза |

### Виступи на змаганнях молодших вікових груп
| Змагання                                       | Збірна    | Вагова категорія                 | Місце  |
| ---------------------------------------------- | --------- | -------------------------------- | ------ |
| Чемпіонат Європи з боротьби серед кадетів 2012 | Туреччина | греко-римська боротьба, до 69 кг | Золото |
| Чемпіонат світу з боротьби серед кадетів 2012  | Туреччина | греко-римська боротьба, до 69 кг | 9      |
| Чемпіонат світу з боротьби серед юніорів 2013  | Туреччина | греко-римська боротьба, до 66 кг | 13     |
| Чемпіонат Європи з боротьби серед молоді 2016  | Туреччина | греко-римська боротьба, до 71 кг | Золото |